# Marisa Jossa
Marisa Jossa (Nápoles, 1938 — Nápoles, 19 de novembro de 2023) foi uma modelo italiana, que em 30 de agosto de 1959 foi eleita a 20ª Miss Itália. 
Sua filha Roberta Capua também foi eleita Miss Itália em 1986.